# 三品建
三品 建（みしな たける、1988年6月8日 - ）は、日本の男性声優。宮城県亘理郡出身。

## 来歴・人物
宮城県名取北高等学校、石巻専修大学経営学部情報ビジネスコース出身。高校卒業後に声優を目指しはじめ、大学に通いつつ、専門学校の週一コースにも通って演技を学んだ。当初は軽い気持ちであったといい、25歳くらいの頃に辞めるか辞めないかを真剣に考えた末、本格的に声優を目指し始めた。
2014年3月末までエーエス企画に所属。フリーの期間を経て、スチール・ウッド・ガーデンに準所属していたが、2020年12月末をもって退所し再びフリーとなった。2021年からころぼっくすぷろじぇくとのワークショップを受け、2023年5月よりころぼっくすぷろじぇくと預かり所属となるが、2024年現在は退所している。
ゲームブランド・ぱんだソフトのワークショップを経て、2018年、同ブランド第2作の『シスターコンプレックス』への出演が決まる。第3作の『バース オブ ブレイバー』では主人公に抜擢された。
運動が得意で、好きなスポーツは野球。小学生の頃の夢はプロ野球選手だった。高校時代は野球部に所属し、大学でも野球を続けた。但し、野球を職業にするレベルには到達しておらず、子供の頃からアニメ好きだったことや顔を出さなくても大丈夫である点などから声優を目指すようになり、そこで芝居の魅力に取りつかれたという。2017年9月にはMGA認定ストレッチトレーナーの資格を取得している。

## 出演
太字はメインキャラクター。

### テレビアニメ
2021年
- 真の仲間じゃないと勇者のパーティーを追い出されたので、辺境でスローライフすることにしました（2021年 - 2024年、ミド） - 2シリーズ

2022年
- ピーター・グリルと賢者の時間 Super Extra（村人）

2023年
- てんぷる（男子学生）
- 僕らの雨いろプロトコル（客C、男性B）

2024年
- じいさんばあさん若返る（海水浴客A）
- モブから始まる探索英雄譚（愛理の父）
- 魔王様、リトライ!R（神殿騎士）

### Webアニメ
- こぎみゅん（2017年）[20]
- クソゲーって言うな!（2020年、ピュリオス[21][22]）
- トラとミケ（2021年、乗客〈白猫〉）

### ゲーム
- V.D. -Vanishment Day- バニッシュメント・デイ（2014年、小金井圭太、岩国琢己[23]）
- シスターコンプレックス（2018年、岡田龍一[24][25]）
- バース オブ ブレイバー（2020年、ユーキ・ヒロセ[13][26]）

### 吹き替え
- 齢5000年の草食ドラゴン、いわれなき邪竜認定（2023年、レーコの父、村人A）

### ボイスドラマ
- ロガの椅子IVアトランティス（2014年、ヌーフ[27]）

### ラジオ
- TALK ひぽぽポ!たます（レインボータウンFM）

### 舞台
- 朗読劇やろうぜ!! vol.2（2017年12月2日、専門学校東京ネットウエイブ ガオ君シアター）[28]
- 定期朗読ライブ「Morning Leze」（2018年7月22日、藤香想）[29]
- ぱんだフェスタ2019（2019年8月11日、吉祥寺CLUB SEATA）リーディングライブ出演[30]
- FreedomBell 5周年企画 フリーダムベルロウドクカイ「ハッピーデイ」（2023年3月18日・19日、シアターカフェ・プロセニアム） ※🌟キャストに出演[31]

### その他のコンテンツ
- 小林製薬 やわらか歯間ブラシ 告知PV「トレンディドラマ」篇（2019年、男性[32]）
- GOJO JAPAN 「マルチグリーン」と「スープロ エム・エー・エックス」2つの大きな違いは?（2021年、GOJO君[33]）
- えほんわーるど「なんで野球するの?〜感動を考えてみる〜」（2023年、トバーソン[34]）

### シリーズ一覧
1. ↑  第1期（2021年）、第2期『2nd』（2024年）